# Längare
Längaren är en yrkesgrupp, främst inom varvsindustrin och i alla hamnar som lossar och lastar gods. Längaren/längarna ansvarar för säkerheten vid lyft. Längaren markerar och anordnar fästpunkter för vajrar vid lyft av delar från kaj till fartyg. Han/hon har också kontakt med kranföraren per telefon eller kortvågsradio.
En längare inomhus i verkstäder, ansvarar och möjliggör lyft med traverskran i taket som han styr från ett elektriskt bärbart manöverbord gående på verkstadsgolvet.